# Pascasio Pérez
Pascasio Pérez fue un compositor musical español del Renacimiento, del siglo XVI, aunque hay escasos datos de su biografía.

## Obra
En 1596 publicó un antifonario (Gradual, Antifonari, Himnari (de Tempore i de Sanctis),) según autorización del rey Felipe II.